# Anizet Koplin

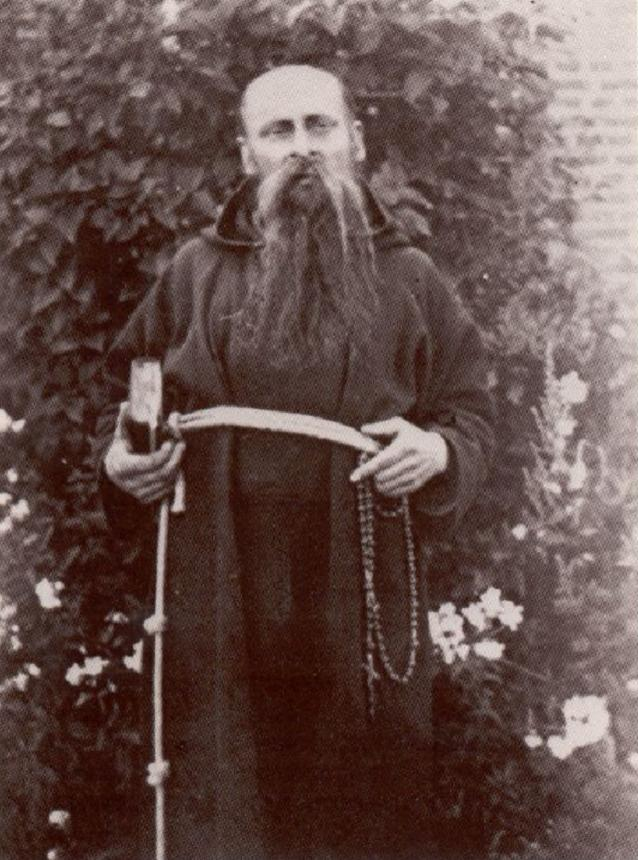
Anizet Koplin (um 1920)

Anizet Koplin OFMCap (auch: Anicet Kopliński; * 30. Juli 1875 in Preußisch-Friedland als Adalbert Koplin; † 16. Oktober 1941 im KZ Auschwitz) war ein deutsch-polnischer Ordenspriester (Kapuziner), der in der Zeit des Nationalsozialismus ermordet wurde. Er wird in der römisch-katholischen Kirche als Märtyrer und Seliger verehrt.

## Leben

### Herkunft und Ordenseintritt

Anizet Koplin als junger Kapuziner (um 1900)

Adalbert (genannt Albert) Koplin war der zweite Sohn des katholischen Arbeiters Lorenz Koplin und seiner Ehefrau Berta geb. Moldenhauer. Sein älterer Bruder Franz war als Säugling verstorben. Er hatte vier jüngere Geschwister, zwei Mädchen und zwei Jungen. Er wuchs in einer deutschsprachigen Familie in der damaligen preußischen Provinz Westpreußen auf. Seine Heimatstadt hatte enge Verbindungen zum Rheinland und die Beziehungen der deutschsprachigen Katholiken zum polnischsprachigen Bevölkerungsteil waren aufgrund der konfessionellen Gemeinsamkeiten und der Erfahrung des preußischen Kulturkampfs, der in Westpreußen bis 1887 anhielt, eng. Adalbert besuchte ab 1886 das gemischtsprachige Progymnasium in Friedland. Am 23. November 1893 trat er aufgrund eines Vorsatzes, den er nach eigener Erzählung als Schulkind nach einer lebensbedrohlichen Krankheit gefasst hatte, in das Noviziat der Rheinisch-Westfälischen Kapuzinerprovinz in Sigolsheim im Elsass ein und erhielt den Ordensnamen Anizet (auch: Anicet, nach dem heiligen Anicetus). Er absolvierte die ordensinterne Theologenausbildung in Kleve, Münster und Krefeld und wurde am 15. August 1900 im Kapuzinerkloster Krefeld von dem belgischen Missionsbischof Emanuel Alphonsus van den Bosch OFMCap (1854–1921) zum Priester geweiht.

### Polenseelsorger im Ruhrgebiet
Nach einer Zeit als Aushilfspater in Dieburg und einem dreimonatigen Aufenthalt in seiner Heimat Pommern zur Auffrischung seiner polnischen Sprachkenntnisse widmete er sich ab 1904 der Seelsorge der polnischsprachigen Arbeiterbevölkerung des Ruhrgebiets. Dazu war er bis 1911 in Werne und nach einer Zwischenstation in Clemenswerth ab 1912 in Sterkrade und ab 1913 erneut in Krefeld als Polenseelsorger stationiert. Koplin war sprachlich und sportlich begabt und betätigte sich auch als Dichter und Gewichtheber, was den Menschen in Erinnerung blieb. In seinen ersten Priesterjahren verfasste er einige Zeitschriftenartikel, in denen er sich mit dem Papsttum und dem Kardinalskollegium befasst. Während des Ersten Weltkriegs, als sich im Krefelder Kloster ein Rekonvaleszentenheim für verwundete Offiziere befand, schrieb er patriotische Kriegs- und Heldengedichte über deutsche Soldaten.

### Seelsorger und Armenpriester in Warschau

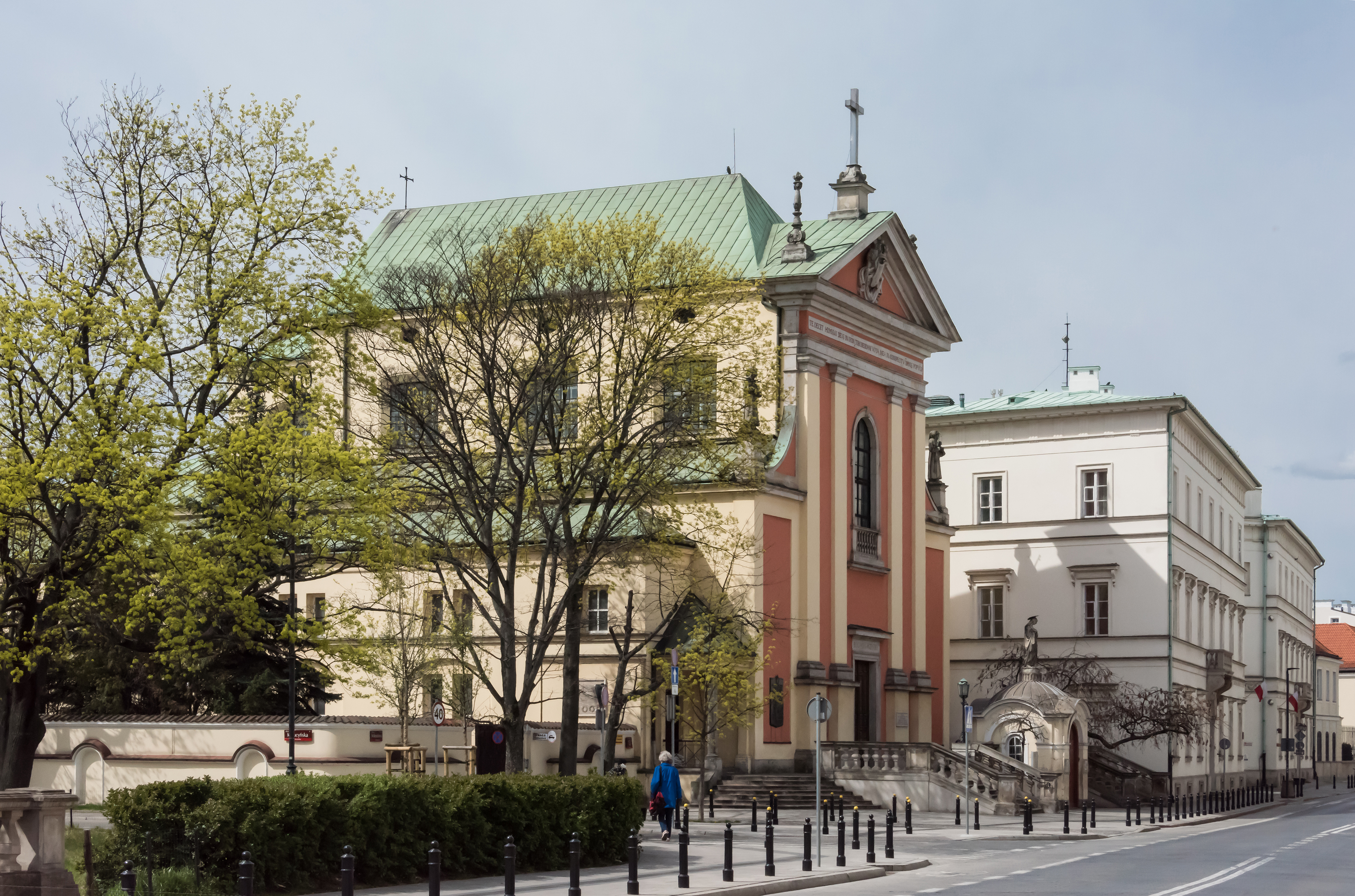
Verklärungskirche mit Kapuzinerkloster in Warschau

Nach dem Friedensvertrag von Brest-Litowsk wurde Pater Anizet im März 1918 von seinem Orden nach Warschau geschickt, wo er als Seelsorger für deutschsprachige Katholiken wirken und beim Aufbau einer polnischen Ordensprovinz im Regentschaftskönigreich Polen mithelfen sollte. Dort nahm er an der Wiederbesiedlung des 1864 von Zar Alexander II. geschlossenen Warschauer Kapuzinerklosters teil. Da das Kloster in direkter Nachbarschaft zum erzbischöflichen Palast lag, traf er bereits in den ersten Tagen seines Aufenthalts mit dem Erzbischof von Warschau, Aleksander Kakowski, zusammen. In der Umbruchszeit 1918/19 machte er die für ihn zwiespältige, in Briefen an seine Oberen dokumentierte Erfahrung, dass der Kapuzinerorden in Warschau überaus respektiert war und höchstes Vertrauen genoss, während die Deutschen in der polnischen Bevölkerung sehr unbeliebt waren.
Er lernte auch den späteren Papst Achille Ratti kennen, der sich ebenfalls seit dem Sommer 1918 als Apostolischer Visitator und ab 1919 Nuntius in Polen aufhielt, und widmete sich besonders dem Beichtapostolat. Als gefragter Beichtiger für mehrere Sprachen wurde Anizet unter anderem Beichtvater Rattis und weiterer Geistlicher und kirchlicher Würdenträger, darunter der Erzbischof von Warschau und viele Warschauer Priesterseminaristen, sowie von Gläubigen aus allen Schichten und Teilen der Stadt. Zum Predigen wurde er wegen seines starken deutschen Akzents anders als in Deutschland dagegen kaum noch herangezogen. Seine Gedichte trug er nunmehr in Latein vor und nutzte sein dichterisches und sportliches Talent zur Spendeneinwerbung. Von Anfang an engagierte er sich in der Hilfe für Bedürftige und wurde als Armenpriester stadtbekannt. Obwohl er offenbar Mitglied der Rheinisch-Westfälischen Kapuzinerprovinz blieb, war er in den folgenden zwei Jahrzehnten dauerhaft in Warschau tätig und kehrte nicht, wie anfangs beabsichtigt, nach Deutschland zurück. Wahrscheinlich zwischen 1930 und 1932 polonisierte er seinen Nachnamen zu Kopliński.

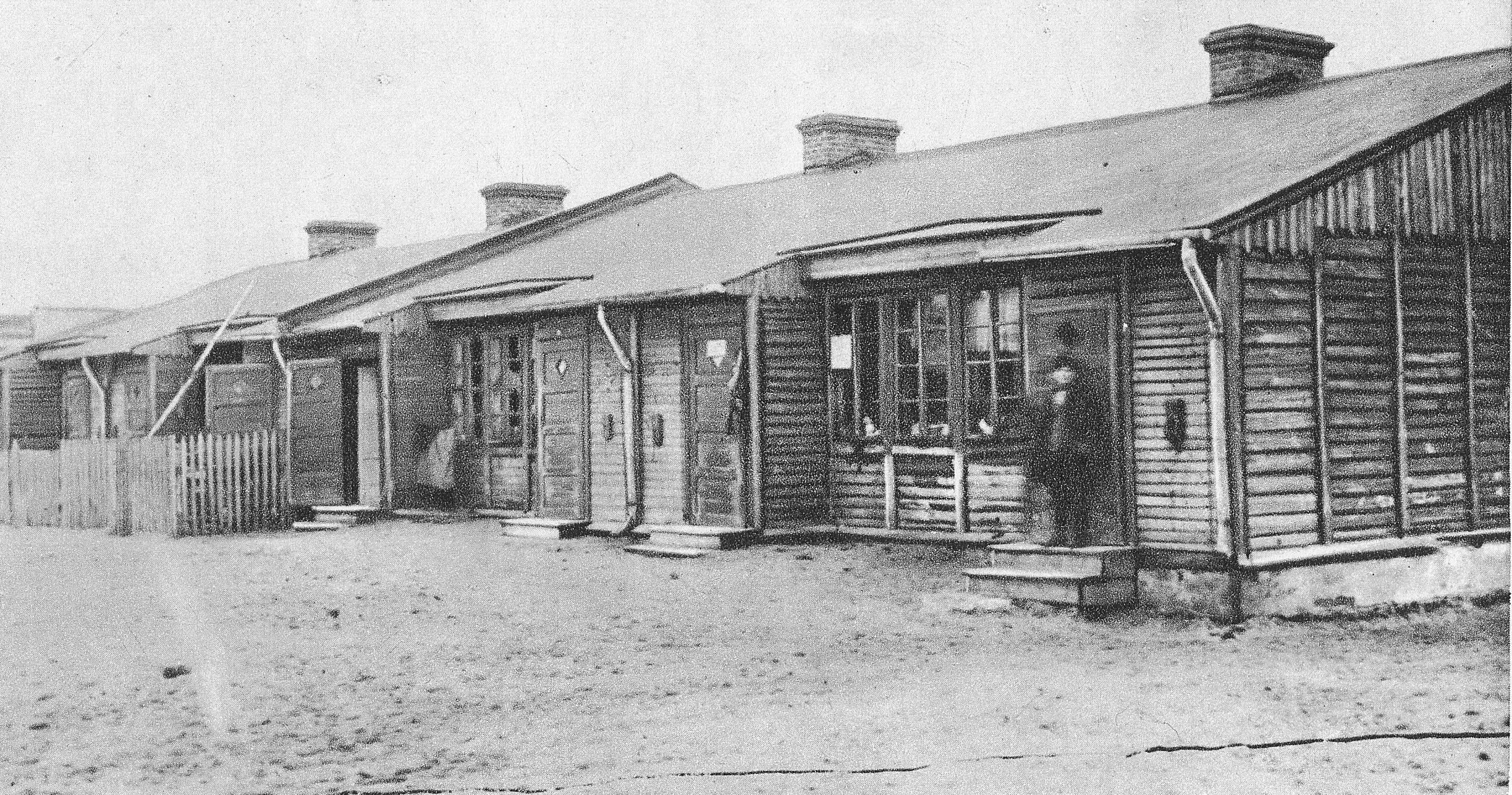
Wohnbaracken im Warschauer Armenquartier Annopol um 1930

Als Almosenier des Konvents verbrachte er neben der täglichen Präsenz im Beichtstuhl die meiste Zeit des Tages außerhalb des Klosters und durchwanderte die Stadt zur Sammlung und Verteilung von Spenden, die er in die Armenviertel brachte. Ein Schwerpunkt seines Einsatzes wurde das Barackenquartier Annopol auf dem rechten Weichselufer im Norden der Stadt, wo der Kapuzinerorden zeitweilig eine Armenküche für 8000 Menschen unterhielt.

### Verfolgung und Tod
Während der deutschen Besetzung Polens im Zweiten Weltkrieg setzte Pater Anicet die Armenfürsorge fort und soll auch versucht haben, verfolgte Juden zu unterstützen, besonders Personen, die er von seinen Besuchen in den Armenquartieren kannte. Seine muttersprachlichen Deutschkenntnisse kamen ihm bei diesen Aktivitäten und dem Umgang mit Besatzungssoldaten zugute, die ihn wegen seiner ordenstypischen Haar- und Barttracht manchmal mit einem orthodoxen Juden verwechselten und auf der Straße misshandelten. Auch an Tätigkeiten im Kloster zur Fälschung von kirchlichen Zertifikaten, mit denen die jüdische Identität von Verfolgten verschleiert werden sollte, kann der deutsche Kapuzinerpater beteiligt gewesen sein. Am Drahtzaun des Warschauer Ghettos wurde er beobachtet, wie er Kindern Brot und Zwiebeln übergab.
Ein erstes Mal von der Gestapo vorgeladen und verwarnt wurde er bereits am 2. Mai 1940 zusammen mit dem Guardian des Warschauer Klosters, Innocenty Hański (1905–1978). Als reichsdeutscher Staatsangehöriger gab er sich im Verhör selbstbewusst und protestierte gegen das Verhalten der Deutschen. Gut ein Jahr später erfolgte kurz vor Beginn des deutschen Angriffs auf die Sowjetunion eine erneute Verwarnung des Kapuziners unter Mitvorladung des Provinzials der Warschauer Ordensprovinz, und im Zuge der Verschärfungen des Besatzungsregimes nach Beginn des Russlandkrieges wurde Anizet Koplin am 28. Juni 1941 zusammen mit dem gesamten Warschauer Kapuzinerkonvent verhaftet und in den Pawiak, das berüchtigte Warschauer Untersuchungsgefängnis für politische Gefangene, gebracht. Die deutsche Staatsangehörigkeit wurde ihm aberkannt und er wurde mit dem Namen Anicetus Wojciech Kopliński als Pole registriert.
Am 3. September 1941 wurde er zusammen mit 19 Mitbrüdern in das KZ Auschwitz gebracht, wo er die Häftlingsnummer 20.376 erhielt und mit anderen älteren Häftlingen in den Invalidenblock eingewiesen wurde. Wahrscheinlich am 16. Oktober fand er dort unter nicht geklärten Umständen den Tod. Während sein Schicksal von einigen Zeugen, darunter Hański, mit einer „Probevergasung“ von Kranken und sowjetischen Kriegsgefangenen in Verbindung gebracht wurde, die aber wohl schon Anfang September 1941 stattfand, soll er nach Aussage des Warschauer Kapuzinerprovinzials Archanioł Brzeziński (1904–1990), der wie auch Hański die Zeit im Konzentrationslager überlebte, erst nach etwa anderthalbmonatigem Aufenthalt mit anderen Opfern lebend in eine Grube mit Ätzkalk geworfen worden und auf diese Weise qualvoll umgekommen sein.

## Gedenken
Anicetus wurde am 13. Juni 1999 auf dem Piłsudski-Platz in Warschau zusammen mit den im KZ Dachau zu Tode gekommenen polnischen Kapuzinerpatres Fidelis Chojnacki (1906–1942), Florian Stępniak (1912–1942) und Henryk Krzysztofik (1908–1942) sowie dem ebenfalls in Auschwitz ermordeten Kapuzinerbruder Symphorian Ducki (1888–1942) als polnischer Märtyrer des deutschen Besatzungsregimes von dem selbst aus Polen stammenden Papst Johannes Paul II. seliggesprochen. Der Gedenktag für Anizet Koplin und seine Märtyrergefährten aus dem Kapuzinerorden ist der 16. Juni.
Auch in das im Auftrag der Deutschen Bischofskonferenz zusammengestellte deutsche Martyrologium des 20. Jahrhunderts wurde Anizet Koplin als Blutzeuge aus der Zeit des Nationalsozialismus aufgenommen. In Polen trägt eine 2010 gegründete Kapuzinerstiftung, die Armenspeisungen und Obdachlosenhilfe betreibt, seinen Namen.